# Órgano subfornical
El órgano subfornical (SFO, por sus siglas en inglés) es un órgano circunventricular del cerebro. El nombre proviene de su ubicación en la superficie ventral del fórnix cerca de los forámenes interventriculares (foramen de Monro), que interconectan los ventrículos laterales y el tercer ventrículo. Como es el caso de todos los órganos circunventriculares, el órgano subfornical se encuentra bien vascularizado y, como ocurre con todos (excepto el órgano subcomisural), algunos capilares del SFO tienen fenestras que aumentan la permeabilidad capilar. EL SFO es considerado un órgano circunventricular sensorial gracias a que responde a una amplia variedad de hormonas y neurotransmisores, a diferencia de los órganos circunventriculares secretores, que se especializan en la liberación de determinadas sustancias.

## Anatomía

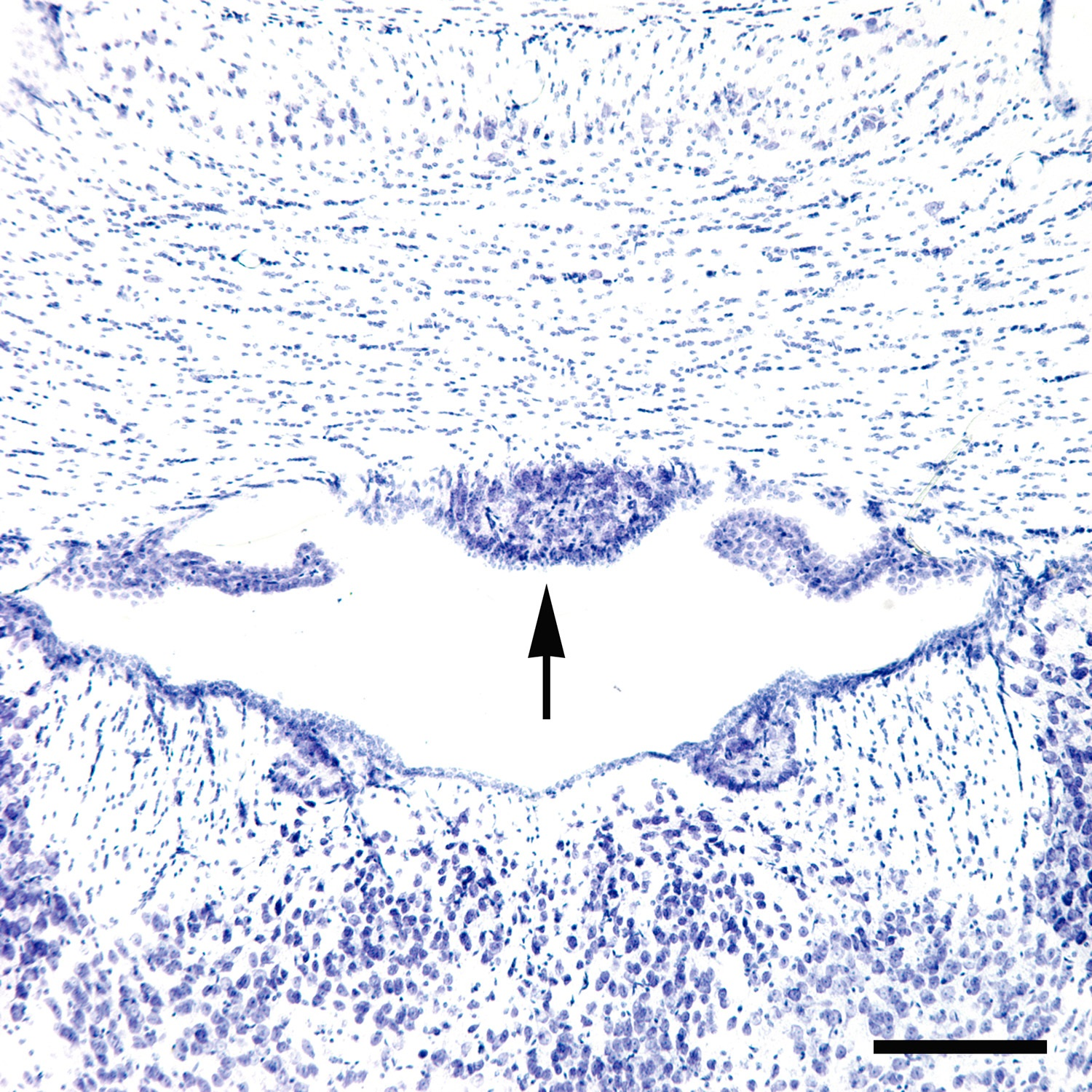
Órgano subfornical del ratón. En esta micrografía, el órgano subfornical (flecha) está ubicado en la superficie inferior del fórnix en la parte superior del tercer ventrículo. Las células de esta sección coronal del cerebro han sido teñidas con un tinte azulado («tinción de Nissl»). El tálamo está en la parte inferior de la foto. La barra en la parte inferior derecha representa una distancia de 200 μm (0,2 mm).

Como se señaló anteriormente, los capilares en algunas subregiones dentro del SFO están fenestrados, de manera que carecen de una barrera hematoencefálica. Con la excepción del órgano subcomisural, todos los demás órganos circunventriculares contienen capilares fenestrados, característica que los distingue de la mayoría de las demás partes del cerebro. El SFO puede dividirse en seis zonas anatómicas de acuerdo con su topografía capilar, dos en el plano coronal y cuatro en el plano sagital. La zona central está compuesta por las células gliales y cuerpos celulares neuronales, así como una alta densidad de capilares fenestrados. Las áreas rostral y caudal tienen, por su parte, una menor densidad de capilares y están compuestas principalmente de fibras nerviosas, encontrándose menos neuronas y células gliales en esta área. Con todo, desde el punto de vista funcional, el SFO puede dividirse en dos porciones: la división periférica dorsolateral y el segmento central ventromedial.
El órgano subfornical contiene receptores de endotelina involucrados en la vasoconstricción y en tasas altas de metabolismo de la glucosa mediadas por canales de calcio.

## Función general
El órgano subfornical participa activamente en numerosos procesos corporales, entre ellos la osmorregulación, la regulación cardiovascular, y la homeostasis energética. La mayoría de estos procesos involucran el equilibrio de líquidos a través del control de la liberación de ciertas hormonas, en particular angiotensina o vasopresina.

### Regulación cardiovascular
El impacto del SFO en el sistema cardiovascular tiene que ver principalmente con su influencia en el equilibrio de líquidos. El SFO juega un papel en la regulación de la vasopresina u hormona antidiurética. Ésta es una hormona que, al ligarse a receptores en los riñones, aumenta la retención de agua disminuyendo la cantidad de líquido que se transfiere de la sangre a la orina por parte de los riñones. Tal regulación del volumen sanguíneo afecta a su vez otros aspectos del sistema cardiovascular. Tanto el aumento como la disminución del volumen sanguíneo afectan la presión arterial, que está regulada por barorreceptores, y pueden a su vez afectar la fuerza de la contracción ventricular en el corazón. Investigaciones adicionales han demostrado que el órgano subfornical puede fungir como un importante intermediario a través del cual la leptina actúa para mantener la presión arterial dentro de límites fisiológicos normales a través de vías autónomas descendentes asociadas con el control cardiovascular.
Asimismo, se ha demostrado experimentalmente que neuronas del SFO envían proyecciones eferentes a regiones cerebrales involucradas en la regulación cardiovascular, entre ellas el hipotálamo lateral (con fibras que terminan en los núcleos supraóptico [SON] y paraventricular [PVN]), así como el tercer ventrículo anteroventral (AV3V) (con fibras que terminan en el OVLT y el área preóptica mediana).

## Relación con otros órganos circunventriculares
El área postrema y el OVLT son otros dos órganos circunventriculares que participan en procesos reguladores sistémicos. El OVLT y el SFO están interconectados con el núcleo mediano, y en conjunto estas tres estructuras comprenden la llamada región «AV3V», esto es, la región anterior y ventral al tercer ventrículo. La región AV3V es importante en la regulación del equilibrio de líquidos y de electrolitos, al controlar la sed, la excreción de sodio, la regulación volémica y la secreción de hormona antidiurética. El SFO, el área postrema y el OVLT tienen todos capilares que son permeables a señales hormonales circulantes, lo que permite a estos tres órganos circunventriculares tener funciones integradoras en la regulación cardiovascular, de líquidos y de electrolitos.

## Hormonas y receptores
Existen receptores para muchas hormonas que circulan en la sangre pero que no cruzan la barrera hematoencefálica en neuronas del órgano subfornical, entre ellas la angiotensina, el péptido natriurético auricular, la endotelina y la relaxina. De particular importancia es el rol del SFO en la regulación de la angiotensina, en tanto está implicado en la comunicación con el nucleus medianus (también llamado núcleo preóptico medio). Algunas neuronas del SFO son osmorreceptores, en tanto son sensibles a la presión osmótica sanguínea. Tales neuronas proyectan tanto al núcleo supraóptico como al núcleo paraventricular para regular la actividad de neuronas secretoras hormona antidiurética. Estas neuronas también proyectan al núcleo medio que está relacionado con el control de la sed. De esta manera, el órgano subfornical participa en el equilibrio de líquidos. 
Se ha mostrado que otras hormonas importantes tienen un rol excitatorio sobre el SFO, en particular la serotonina, la carbamilcolina (carbacol) y la atropina. Con todo, estos neurotransmisores parecen tener un efecto en áreas más profundas del SFO en comparación con la angiotensina, y se ha encontrado que antagonistas de estas hormonas afectan principalmente a su vez a las regiones no superficiales del SFO (con la excepción de antagonistas de la atropina, que producen pocos efectos). En este contexto, se considera que la región superficial está entre 15 y 55 μm de profundidad en el SFO, mientras que la región «profunda» del SFO incluye cualquier distancia más allá de eso.
Se ha sugerido, a partir de tales reacciones a determinadas hormonas y otras moléculas, un modelo de organización neuronal del SFO según el cual neuronas sensibles a la angiotensina en la superficie son excitadas por sustancias transportadas por la sangre o en el líquido cefalorraquídeo, y que éstas hacen sinapsis con neuronas más profundas, que son sensibles al carbacol. Los axones de estas neuronas profundas salen del SFO a travées de las columnas y el cuerpo del fórnix. Fibras aferentes provenientes del cuerpo y columnas del fórnix excitan polisinápticamente tanto a neuronas superficiales como profundas. Se sugiere un circuito inhibitorio recurrente en la vía de salida.

## Genética
La expresión de una variedad de genes en el órgano subfornical ha sido motivo de investigación. Por ejemplo, se encontró que al privar de agua a un grupo de ratas se produjo una regulación positiva (upregulation) del ARNm que codifica receptores de angiotensina II, lo que llevó a una concentración más baja de angiotensina en la sangre que produjo la respuesta de «sed». También se ha observado que corresponde a un sitio de producción del factor de transcripción tiroidea 1 (TTF1), proteína que generalmente es producida en el hipotálamo.

## Patología

### Hipertensión
La concentración de angiotensina tiene efectos significativos en la presión arterial alta o hipertensión. De hecho, durante mucho tiempo se han usado inyecciones de angiotensina para inducir hipertensión en modelos animales para estudiar los efectos de diversas terapias y medicamentos. En experimentos de este tipo se ha encontrado que un órgano subfornical intacto y funcional limita el aumento de la presión arterial media como resultado del aumento de angiotensina.

### Deshidratación
Como se mencionó con anterioridad, se ha encontrado que receptores de angiotensina (AT1) se regulan positivamente (upregulation) debido a la privación de agua. Estos receptores AT1 también han mostrado un mayor enlace con la angiotensina circulante tras la privación de agua. Tales hallazgos podrían indicar alguna clase de cambio morfológico en receptores AT1, probablemente a raíz de alguna modificación de la proteína señal del receptor AT1 en un sitio sin enlace, lo que llevaría a una mayor afinidad del receptor AT1 por enlaces de angiotensina.

## Investigación

### Alimentación
Si bien se considera por lo general que el órgano subfornical principalmente funciones en la homeostasis y la regulación cardiovascular, se cree que también controla los patrones alimenticios tomando información de la sangre (esto es, a través de varios péptidos que indican saciedad) y luego estimulando el hambre. Se ha encontrado que el SFO induce a ratas a beber además de comer.